# James Outram, I baronetto
Sir James Outram, I baronetto (Butterley, 29 gennaio 1803 – Pau, 11 marzo 1863), è stato un militare britannico.

## Gioventù
James Outram era figlio di Benjamin Outram e di Margaret Anderson, figlia di James Anderson of Hermiston. Il padre morì nel 1805 e la madre si trasferì nell'Aberdeenshire nel 1810. Nel 1818 Outram passò dalla scuola di Udny al Marischal College di Aberdeen e nel 1819 ottenne il grado di cadetto, destinato all'India. Subito dopo il suo arrivo a Mumbai, si fece notare per  la sua notevole energia e nel luglio 1820 divenne aiutante di campo del 1º battaglione del 12º reggimento durante appena formatosi a Pune: questa fu un'esperienza che si rivelò di immenso vantaggio per la sua carriera.

## Khandesh

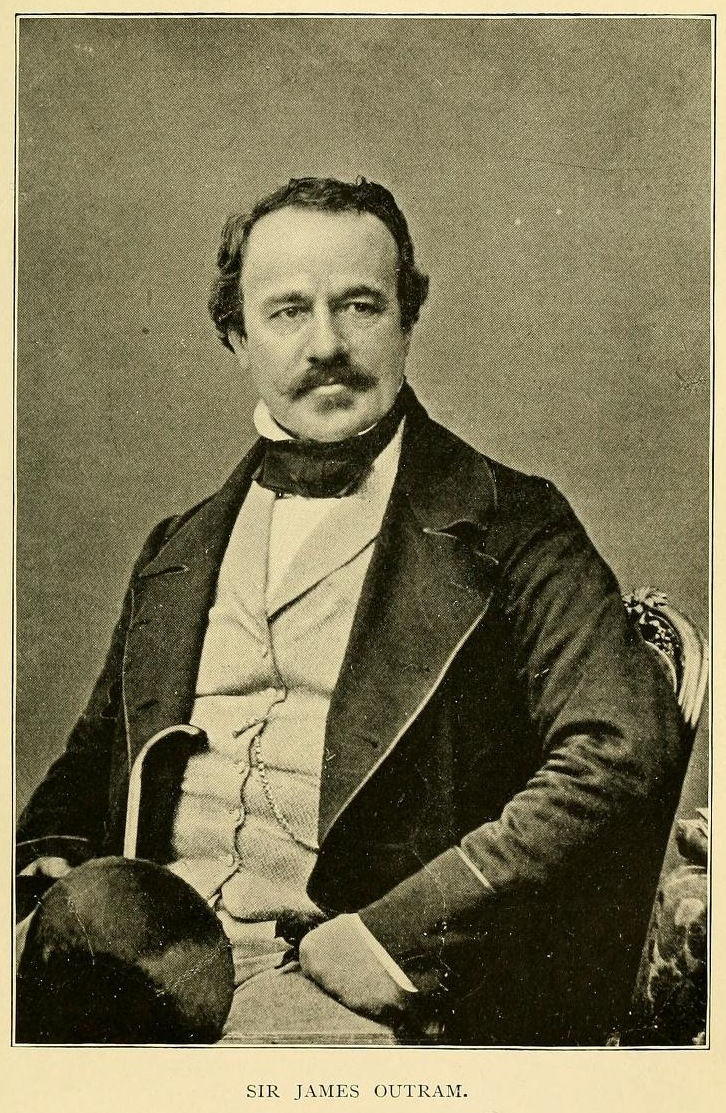

Nel 1825 fu inviato nel Khandesh, dove addestrò un corpo di fanteria leggera formato da bhil, una tribù originaria delle colline boscose di quella regione. Riuscì ad avere una grande influenza personale sulle truppe e seppe impiegarle con grande successo in operazioni di polizia. I suoi uomini lo ammiravano soprattutto per le sue audaci imprese di caccia. Essendo un ragazzo gracile, per molti anni dopo il suo arrivo in India fu soggetto a continui problemi di salute. Outram sembrò quasi acquistare forza ad ogni nuova malattia, ed alla fine ebbe una costituzione forte, "nervi d'acciaio, spalle e muscoli degni di un highlander alto due metri".

## Gujarat e Sindh
Nel 1835 fu inviato nel Gujarat per stendere un rapporto sul distretto di Mahi Kantha, dove rimase per qualche tempo come agente politico. Nel 1838, allo scoppio della prima guerra anglo-afghana, fu nominato aiutante di campo supplementare nello staff di Sir John Keane e si recò in Afghanistan, dove condusse diverse incursioni contro le tribù afghane e compì un'impresa straordinaria catturando uno stendardo del nemico davanti a Ghazni. Nel 1839 fu promosso maggiore e nominato agente politico nel Basso Sindh, per poi essere trasferito nel Alto Sindh. Durante la sua permanenza nel Sindh si oppose con determinazione alla politica del suo superiore, Sir Charles Napier, politica che portò all'annessione del Sindh all'India britannica. Ciononostante, allo scoppio della guerra, difese eroicamente la residenza di Hyderabad contro 8000 Beluci, tanto che Napier lo descrisse come il "Baiardo dell'India". Al ritorno da una breve visita in Inghilterra nel 1843, fu nominato comandante, con il grado di tenente colonnello, nel Maharashtra. Nel 1847 fu trasferito dal Satara al Baroda, dove suscitò il risentimento del governo di Mumbai per la sua impavida denuncia della corruzione.

## Lucknow
Nel 1854 fu nominato residente a Lucknow, dove due anni dopo realizzò l'annessione dell'Oudh, di cui in seguito divenne il primo commissario. Nel 1857 gli fu dato il comando, con il grado di tenente generale, di una spedizione contro la Persia. Durante la guerra anglo-persiana sconfisse le forze nemiche, dopo un tentativo di imboscata da parte del loro comandante Khanlar Mirza, nella battaglia di Khushab del febbraio 1857. Outram condusse la campagna con tale rapidità che la pace fu conclusa con il trattato di Parigi del marzo 1857: per i suoi servigi fu nominato cavaliere di Gran Croce dell'Ordine del Bagno.
Dalla Persia fu convocato in giugno in India, dove nel maggio erano iniziati i moti indiani. In quei giorni si diceva che, a paragone di Sir James Outram, una volpe è sciocca e un leone è codardo. Nell'agosto del 1857 Outram soggiornò alla Government House. La moglie del Governatore Generale, Lady Canning, non ne rimase impressionata e scrisse: "è un ometto ebreo scuro con la barba, dall'aspetto molto comune, con un modo di fare lento ed esitante, molto diverso dalle descrizioni, o piuttosto dall'idea suscitata nella mente dal vecchio nome di Bombay, Baiardo dell'Est [...] Non è affatto la mia idea di eroe".
Subito dopo il suo arrivo a Calcutta fu nominato al comando delle due divisioni del Bengal Army che occupavano il paese da Calcutta a Kanpur; all'incarico militare si aggiunse anche il commissariato dell'Oudh. Le ostilità avevano già assunto proporzioni tali da costringere Henry Havelock a ripiegare su Kanpur, che riuscì a tenere solo con difficoltà, mentre sarebbe stata necessaria una rapida avanzata per salvare la guarnigione di Lucknow. Arrivato a Kanpur con i rinforzi, Outram, ammirato dalle brillanti gesta del generale Havelock, concesse a quest'ultimo la gloria di soccorrere Lucknow e, rinunciando al suo grado, gli offrì i suoi servizi come volontario. Durante l'avanzata comandò un drappello di cavalleria volontaria e si rese protagonista di brillanti azioni a Mangalwar e ad Alambagh. La cavalleria volontaria lo propose per la Victoria Cross, ma egli fiutò proposta di decorazione in quanto presentata da uomini al suo comando. Ripreso il comando supremo, tenne la città fino all'arrivo di Sir Colin Campbell, dopodiché organizzò l'evacuazione della residenza in modo da ingannare il nemico. Al ritorno del comandante in capo, durante la seconda presa di Lucknow Outram fu incaricato dell'attacco sul lato del fiume Gomti. Successivamente, dopo aver riattraversato il fiume, avanzò attraverso il Chattar Manzil per prendere la residenza, dando così, secondo le parole di Colin Campbell, il colpo di grazia al nemico. Dopo la cattura di Lucknow, Outram fu nominato tenente generale.

## Ritorno in Inghilterra e morte
Nel febbraio 1858 ricevette i ringraziamenti speciali di entrambe le Camere del Parlamento e, nello stesso anno, fu nominato baronetto, con una rendita annuale di 1000 sterline. Nel 1860 tornò definitivamente in Inghilterra a causa della salute malferma. In suo onore furono erette due statue, una a Londra e una a Calcutta.
Morì a Pau, l'11 marzo 1863, e fu sepolto il 25 marzo nella navata dell'Abbazia di Westminster, dove la lastra di marmo sulla sua tomba reca come epitaffio The Bayard of India.

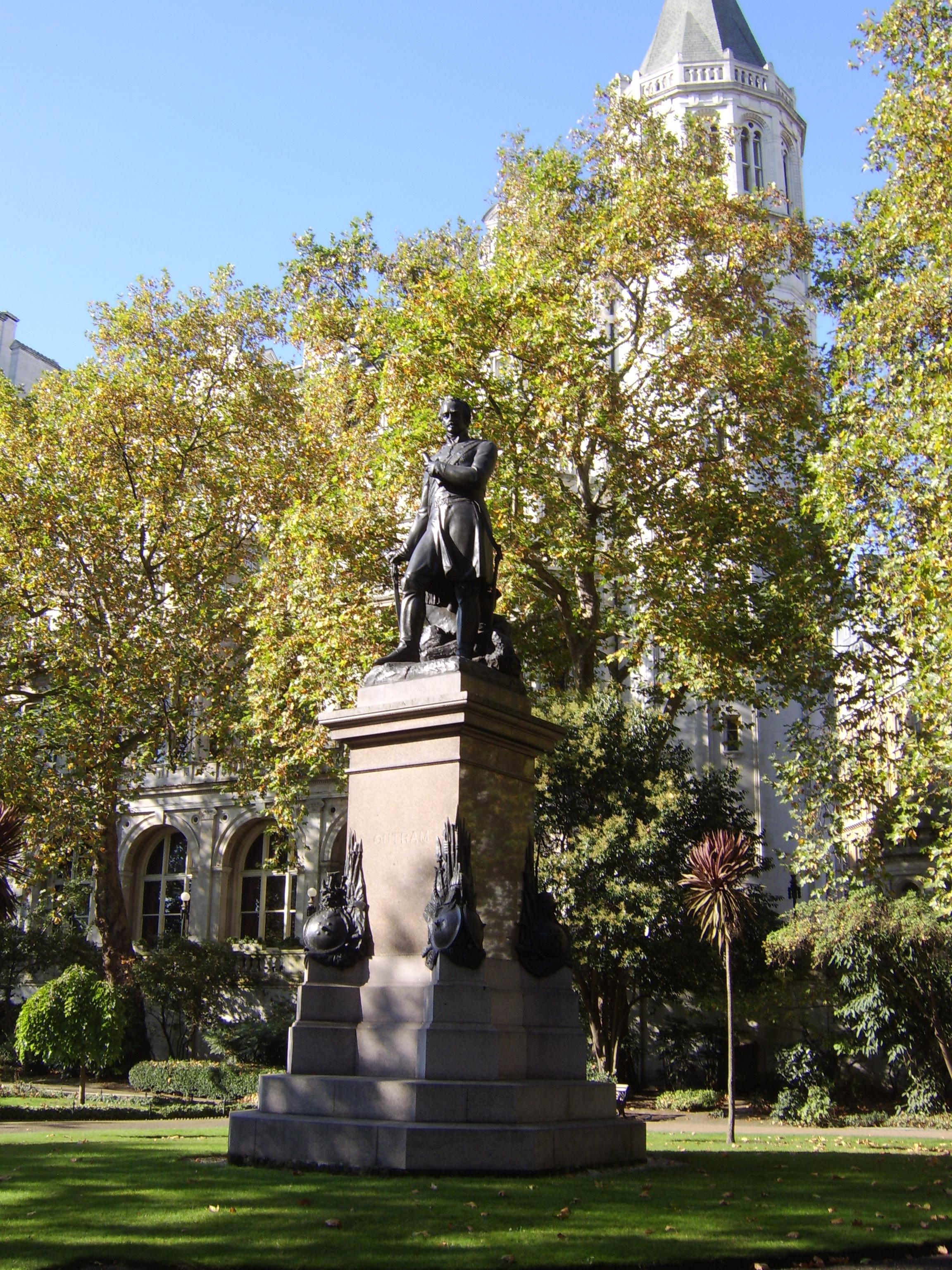
Statua di Sir James Outram, opera di Matthew Noble, Whitehall Gardens, Londra
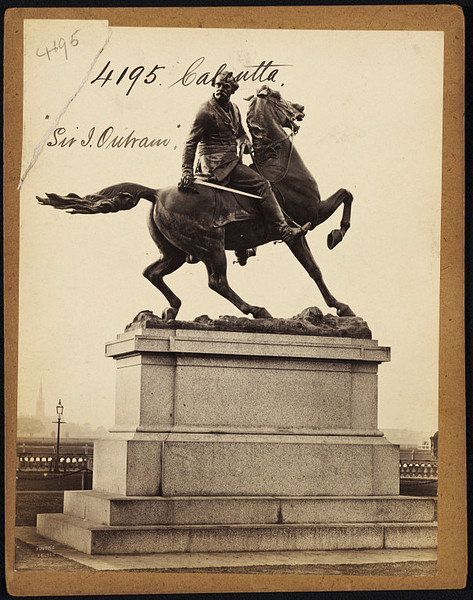
Statua di Sir James Outram a Maidan, ora nel giardino del Victoria Memorial, Kolkata
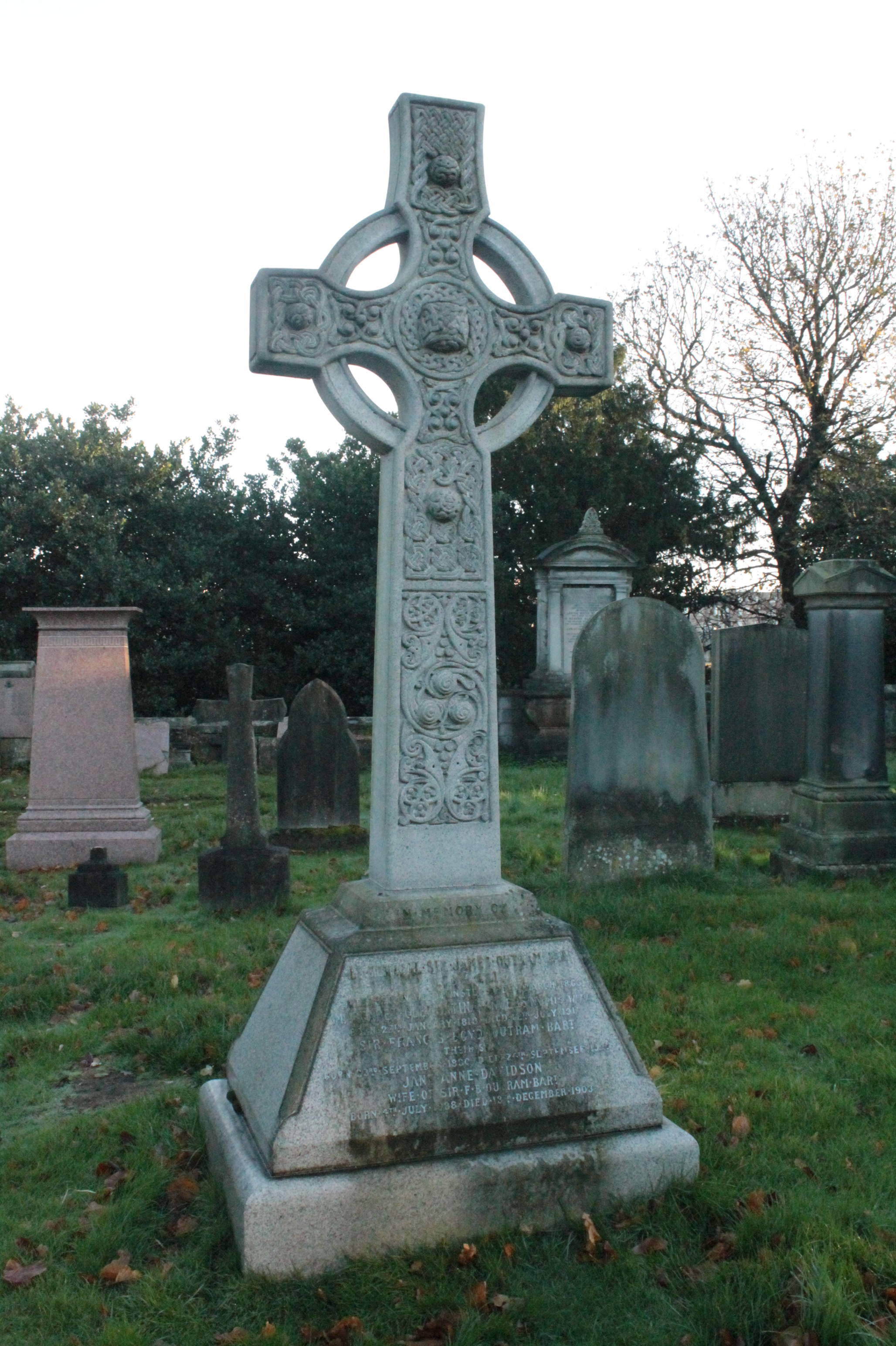
Memoriale di Sir James Outram, cimitero di Dean, Edimburgo

## Famiglia
Era sposato con Margaret Clementine Anderson (1813-1911), che è sepolta nel cimitero di Dean a Edimburgo, insieme al figlio, Sir Francis Boyd Outram.

## Nella letteratura e nel cinema
Il generale James Outram appare nel romanzo Flashman in the Great Game di George MacDonald Fraser. Nel film I giocatori di scacchi (Shatranj Ke Khilari), diretto nel 1977 da Satyajit Ray, Outram è interpretato da Richard Attenborough.

## Opere
- (EN) James Outram, Rough Notes on the Campaign in Sinde and Affganistan in 1838-39, Mumbai, American Mission Press, 1840.
- (EN) James Outram, The Conquest of Scinde: A Commentary, vol. 1, Edimburgo e Londra, William Blackwood and Sons, 1846.
- (EN) James Outram, The Conquest of Scinde: A Commentary, vol. 2, Edimburgo e Londra, William Blackwood and Sons, 1846.
- (EN) James Outram, A Memoir of the Public Services Rendered by Lieut. Colonel Outram, CB., Londra, Smith, Elder, and Co., 1853.
- (EN) James Outram, A Few Brief Memoranda of Some of the Public Services Rendered by Lieut.-Colonel Outram, C.B., Londra, Smith, Elder, and Co., 1853.
- (EN) James Outram, Baroda Intrigues and Bombay Khutput, Londra, Smith, Elder, and Co., 1853.
- (EN) James Outram, Lieut.-General Sir James Outram's Persian Campaign in 1857, Londra, Smith, Elder, and Co., 1860.
- (EN) James Outram, Lieut.-General Sir James Outram's campaign in India, 1857-1858, Londra, Smith, Elder, and Co., 1860.